# La desfiguración Silva
La desfiguración Silva es la primera novela de la escritora ecuatoriana Mónica Ojeda, publicada en 2015 en La Habana por el Fondo Cultural del ALBA. La trama analiza el rol marginal al que se relegan los logros de las mujeres en la memoria cultural colectiva, así como el poder de las palabras para reescribir la historia.
Varios personajes de la obra reaparecieron en novelas posteriores de Ojeda: los hermanos Terán en Nefando (2016) y Annelise Van Isschot en Mandíbula (2018).
En 2017 la editorial ecuatoriana Cadáver Exquisito lanzó una nueva edición de la obra, que Ojeda aseguró era más fiel a su manuscrito original.

## Argumento

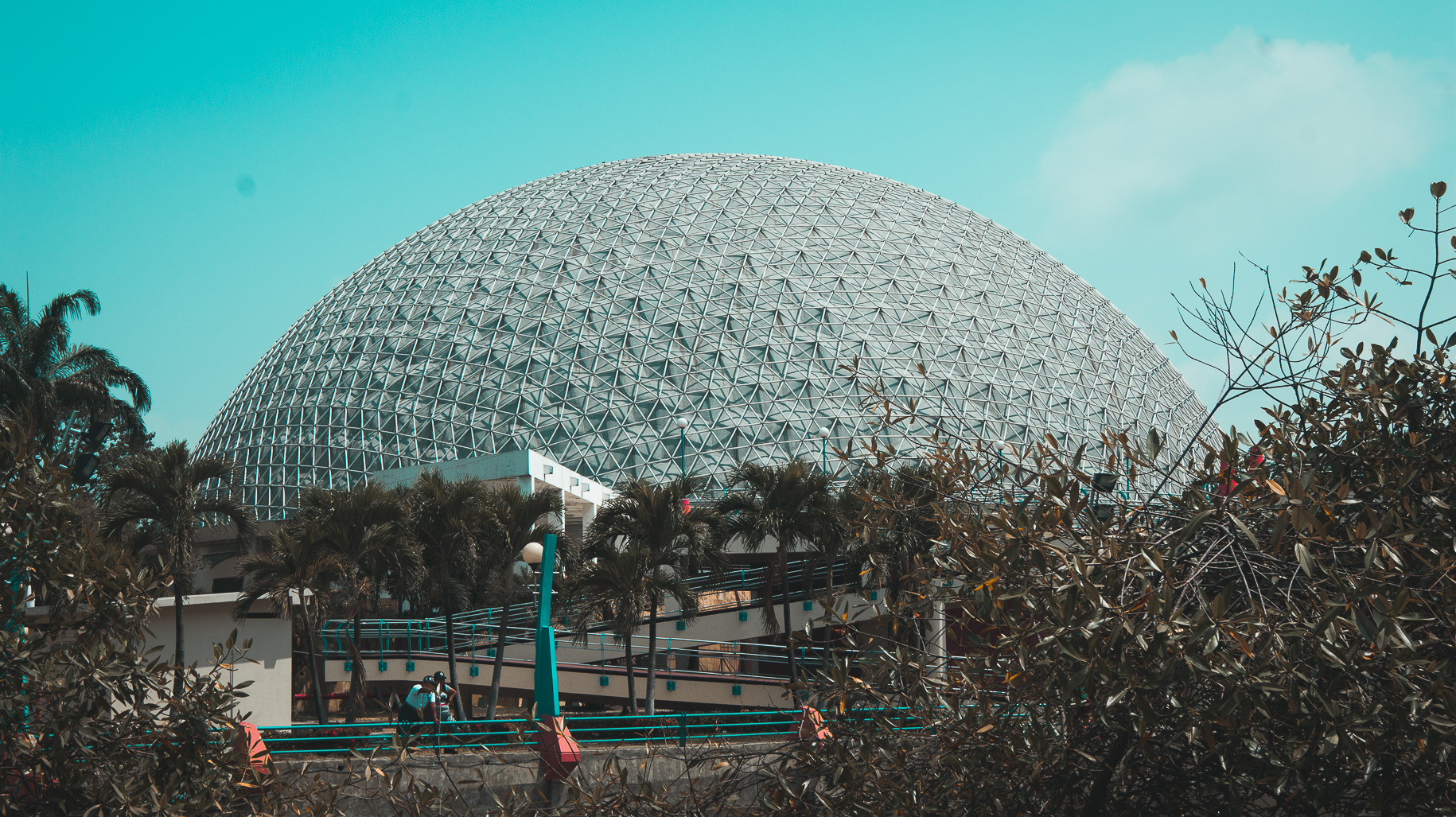
Parte de la trama tiene lugar en las instalaciones del ITAE, ubicadas en el Parque Forestal de Guayaquil.

La historia es contada a través de varias entrevistas (levemente retocadas), apuntes, ensayos, fotografías y un guion cinematográfico. Uno de los entrevistados es Daniel, un profesor universitario de cine quien junto a su novia Lena, estudiante de actuación en el ITAE, conoce a los hermanos Terán, tres expertos en literatura y cine a pesar de su corta edad. Daniel queda intrigado por los hermanos cuando ganan un concurso de guion de cortometraje con una historia perturbadora situada en un futuro distópico en que una mujer llamada Eva observa fotografías holográficas de cadáveres de mujeres en un museo. Con el dinero del premio, los Terán empiezan a grabar el corto con Lena como su protagonista.
En una reunión con Daniel, los Terán le entregan un guion de un filme supuestamente escrito por Gianella Silva, a quien los Terán presentan como la única mujer que perteneció al movimiento tzántzico, pero quien fue olvidada por la historia. Los Terán le revelan a Daniel que su intención es rescatar la memoria de Gianella, reconstruyendo en base a artículos de revistas y anécdotas de escritores de la época la supuesta vida del enigmático personaje. Daniel decide ayudarlos, pero solo cuando es demasiado tarde entiende las verdaderas intenciones siniestras de los Terán, cuyos actos parecen estar conectados con la grabación del corto con Lena y que amenazan con destruir su vida.

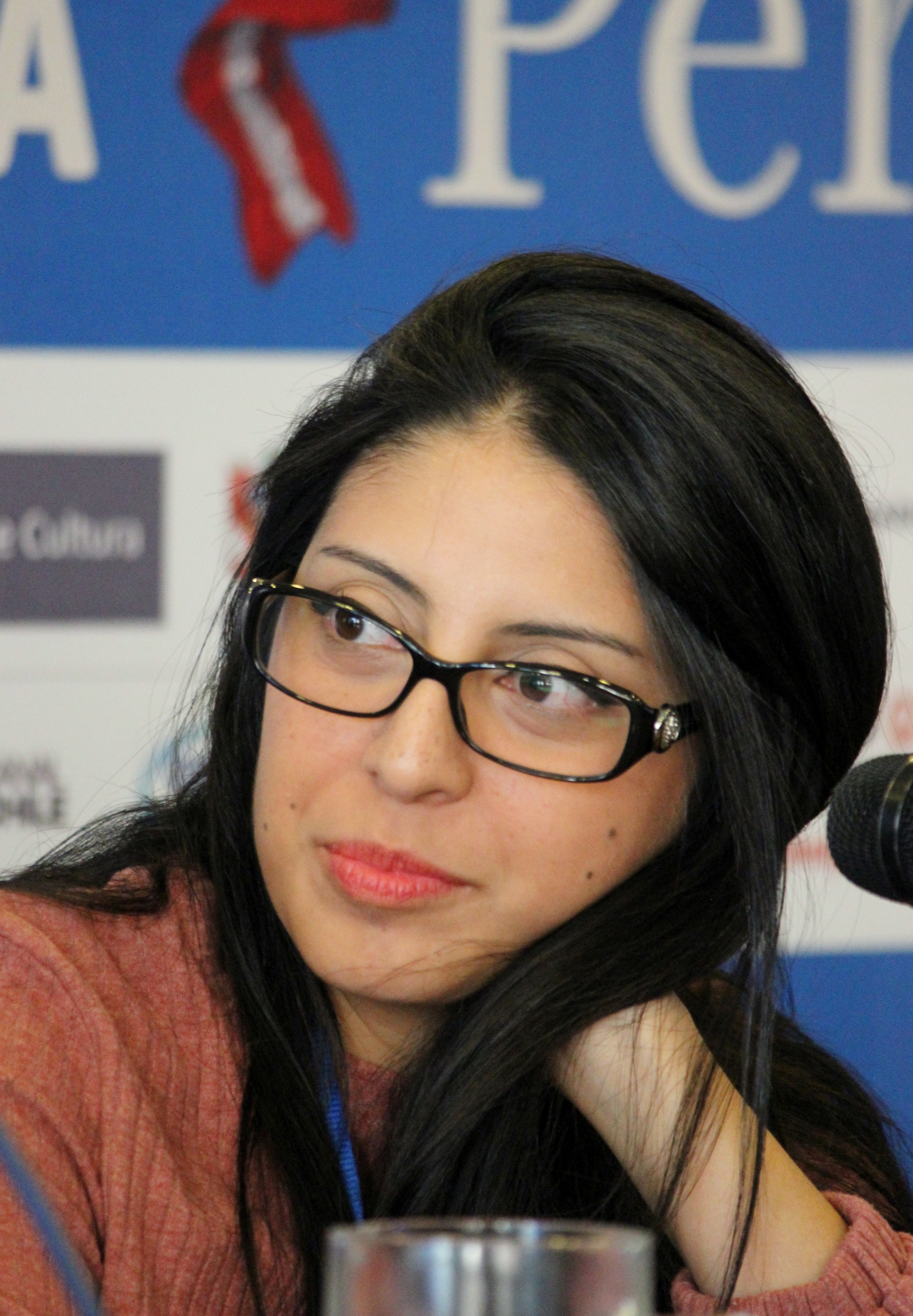
La autora Mónica Ojeda

## Recepción
La novela ganó el Premio ALBA Narrativa en su edición de 2014. El jurado estuvo presidido por el escritor Abdón Ubidia y precisó en su decisión que le otorgaba el galardón “por el seguro nivel de su escritura y estilo, su compleja y acabada narrativa; la utilización de lenguajes que provienen de diversas vertientes del arte contemporáneo, y el aprovechamiento de aforismos y recursos formales que se incorporan al texto”.
El escritor ecuatoriano Marcelo Báez se refirió a la novela de forma positiva, calificándola como "un híbrido perfecto entre tratamiento, poesía, narrativa y guion". Alabó de forma particular la construcción del personaje de Gianella Silva y las numerosas referencias intertextuales al cine y la literatura, construidas de forma tan orgánica que volvían a Ojeda, de acuerdo a Báez, una "escritora para escritores, para cinéfilos y para conocedores del arte".
La crítica literaria Alicia Ortega Caicedo también se refirió a las referencias a otras obras artísticas, aseverando que a lo largo de la novela las mismas "se cuelan en la narración, la invaden, trasiegan la anécdota, exhiben las múltiples complicidades de la escritura cinematográfica con la literatura contemporánea".